# Aich (Gemeinde Althofen)
Die Rotte Aich liegt in der Gemeinde Althofen im Bezirk Sankt Veit an der Glan in Kärnten (Österreich).

## Namenkundliches
Der Ortsname Aich, 1074 als Eich erstmals urkundlich erwähnt, leitet sich vom Baumnamen Eiche ab und bedeutet Siedlung bei der Eiche / bei den Eichen.

## Geschichte
953 kam das Gebiet um Aich an das Erzbistum Salzburg. Aich selbst wurde 1074 erstmals als villula Eich [kleines Landgut Aich] erwähnt. 1167 nennt eine Urkunde fünf Huben bei Aichen, weshalb Aich zu dieser Zeit wohl schon eine Weiler war. Seit der Einrichtung der Gerichtsbezirke Burgfried und  Landgericht Althofen wohl im 12. Jahrhundert lief deren Grenze mitten durch Aich. Dieser Grenzverlauf ist heute noch von Bedeutung, denn die Katastralgemeinde Althofen wurde entlang der Grenzen des mittelalterlichen Burgfrieds errichtet, weshalb ein Teil Aichs in der Katastralgemeinde Althofen, der andere in der Katastralgemeinde Töscheldorf liegt.
1806 kam Salzburg mitsamt Aich an Österreich. Als 1850 die Ortsgemeinden eingerichtet wurden, kam jener Teil Aichs, der Teil des Burgfrieds war, zur Gemeinde Althofen, der andere zur Gemeinde Friesach. Seit 1865 gab es aber Bemühungen, auch diesen Teil an die Gemeinde Althofen anzuschließen, was 1873 schließlich gelang.

## Bergbau
Seit Mitte des 19. Jahrhunderts ist der Steinbruch in Aich bezeugt, der seit Anfang der 1960er Jahre geschlossen ist.

## Bevölkerungsentwicklung
Seit der Volkszählung von 1900 liegen für den gesamten Ort Aich Einwohnerzahlen in Abständen von typischerweise zehn Jahren vor.
| Jahr | Einwohnerzahl | Häuser |
| ---- | ------------- | ------ |
| 1900 | 40            | 8      |
| 1923 | 43            | 6      |
| 1951 | 42            | 6      |
| 1961 | 40            | 8      |
| 1971 | 37            | 8      |
| 1981 | 23            | 8      |
| 1991 | 26            | 8      |
| 2001 | 22            | 8      |
| 2011 | 20            | 8      |
| 2021 | 12            | 6      |